# Hydrogenophilaceae
Famille
Genres de rang inférieur
- Hydrogenophilus
- Thiobacillus

Les Hydrogenophilaceae sont une famille de Betaproteobacteria se subdivisant en deux genres, et la seule famille décrite de l'ordre des Hydrogenophilales. Comme toutes les Proteobacteria, elles sont à Gram négatif. Les deux genres qui la composent sont Hydrogenophilus et Thiobacillus (certaines espèces ayant appartenu à ces genres en ont cependant été supprimées). Les Hydrogenophilus sont thermophiles, vivant aux alentours de 50 °C et obtenant leur énergie par oxydation de l'hydrogène.
Les espèces du genre Thiobacillus peuvent être utilisés pour lutter contre les parasites, comme les espèces du genre Streptomyces atteignant les pommes de terre. Si la zone touchée par le parasite est traitée avec du soufre et des espèces du genre Thiobacillus, ceux-ci oxydent le soufre en acide sulfurique, qui détruit Streptomyces ne pouvant résister à des conditions acides. Thiobacillus thioparus peut contribuer à la formation de pluies acides en oxydant le dioxyde de soufre en acide sulfurique.
Hydrogenophilius thermoluteolus est un chimiotrophe facultatif, qui a longtemps été trouvé uniquement dans des sources chaudes. Il fut cependant isolé en 2004 dans des échantillons de glaces provenant d'une profondeur d'environ 3 km sous la couche de glace qui recouvre le lac Vostok, en Antarctique. La présence de cette bactérie thermophile dans la glace suggère qu'un système géothermique existe sous la couche d'eau froide du lac Vostok.

## Espèces deThiobacillusobsolètes
Le genre Thiobacillus a été redéfini pour n'inclure que les espèces faisant partie des Betaproteobacteria. Les autres espèces qui avaient été nommées « Thiobacillus » ont été transférées aux Gammaproteobacteria:
- « Thiobacillus thiooxidans » a été rangé dans Acidithiobacillus
- « Thiobacillus neapolitanus » a été rangé dans Halothiobacillus
- « Thiobacillus tepidarius » a été rangé dans Thermithiobacillus